# Harmothoe fuligineum
Harmothoe fuligineum är en ringmaskart som först beskrevs av Baird 1865.  Harmothoe fuligineum ingår i släktet Harmothoe och familjen Polynoidae. Inga underarter finns listade i Catalogue of Life.